# Логвін Гаррі Борисович
Га́ррі Бори́сович Логвін (Логвін; нар. 14 травня 1946, Харків — пом. 1 липня 2001, Дніпро) — український скрипаль, народний артист України (1999).]

## Життєпис
1970 — закінчив Харківський інститут мистецтв (клас скрипки Р. Клименської, А. Лесинського).
З 1969 — концертмейстер оркестру та оперної студії Харківського інституту мистецтв.
1964—1974 — артист оркестру Харківського театру опери та балету.
1974—1999 — соліст та концертмейстер Дніпропетровського театру опери та балету.
1993 — став співзасновником, художнім керівником та солістом камерного оркестру «Пори року» (Дніпро).
1997 — записав диск «Весна».
Гастролював у Франції, Італії, Іспанії, Ізраїлі, Лівані.

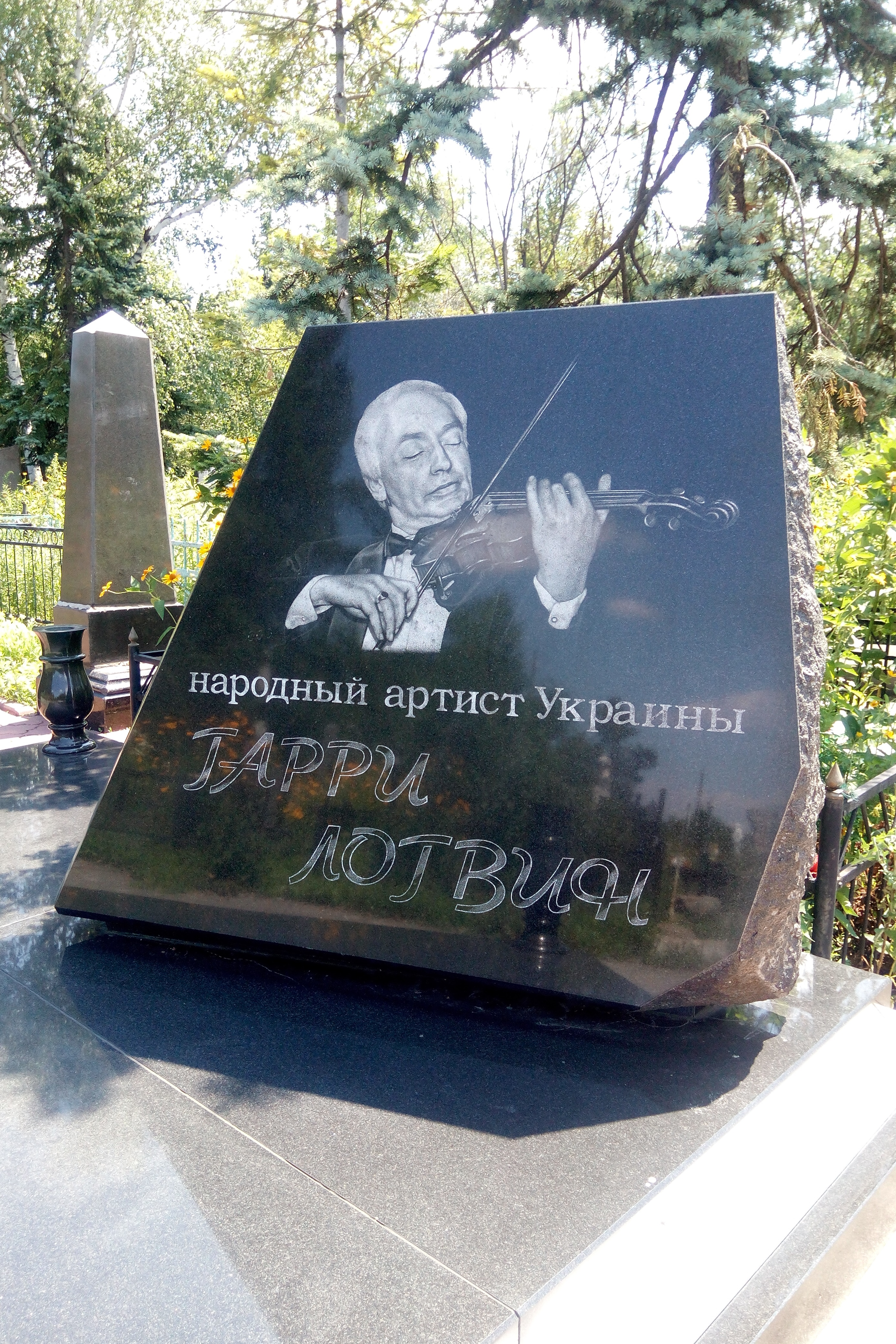
Могила Гаррі Борисовича Логвина на Сурсько-Литовському кладовищі в Дніпрі

Працював одночасно в Дніпрі (оркестр «Пори року») та Києві (виконавчий директор PinchukArtCentre).
Пішов з життя 2001 року. Похований в Дніпрі на Сурсько-Литовському кладовищі.
З 2001 року оркестр «Пори року» носить його ім'я.

## Визнання
- 1998 — Орден «За заслуги» III ступеня
- 1999 — Народний артист України
- З 2017 року в Дніпровській міській раді вручається іменна стипендія міського голови для учнів по класу скрипки початкових спеціалізованих мистецьких навчальних закладів (шкіл естетичного виховання) за досягнення в галузі музичного мистецтва ім. Гаррі Логвіна.[2]